# Hahnsche Buchhandlung

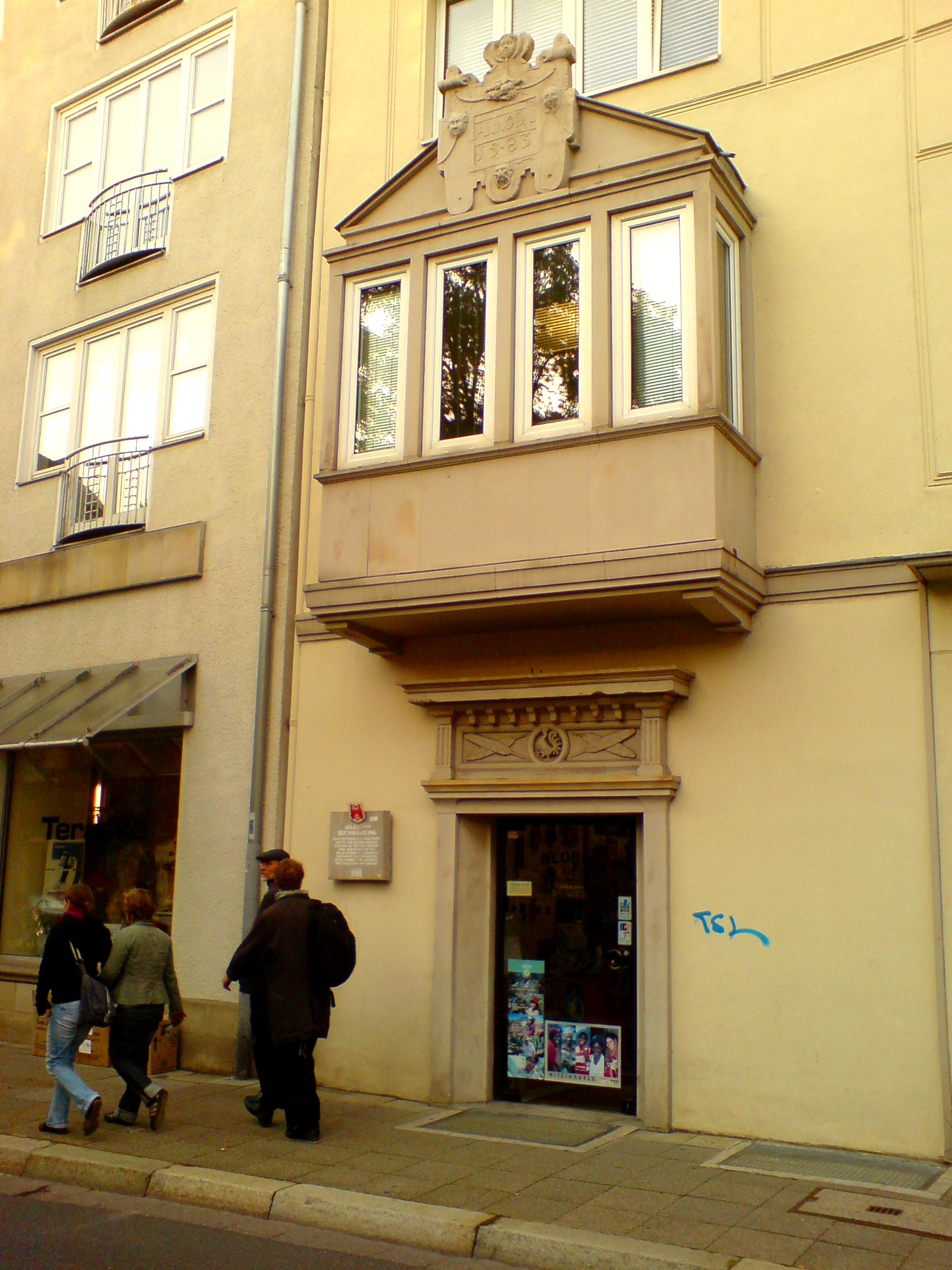
Verlagssitz (bis 2013) mit rekonstruiertem Eingang zum ehemaligen Laden

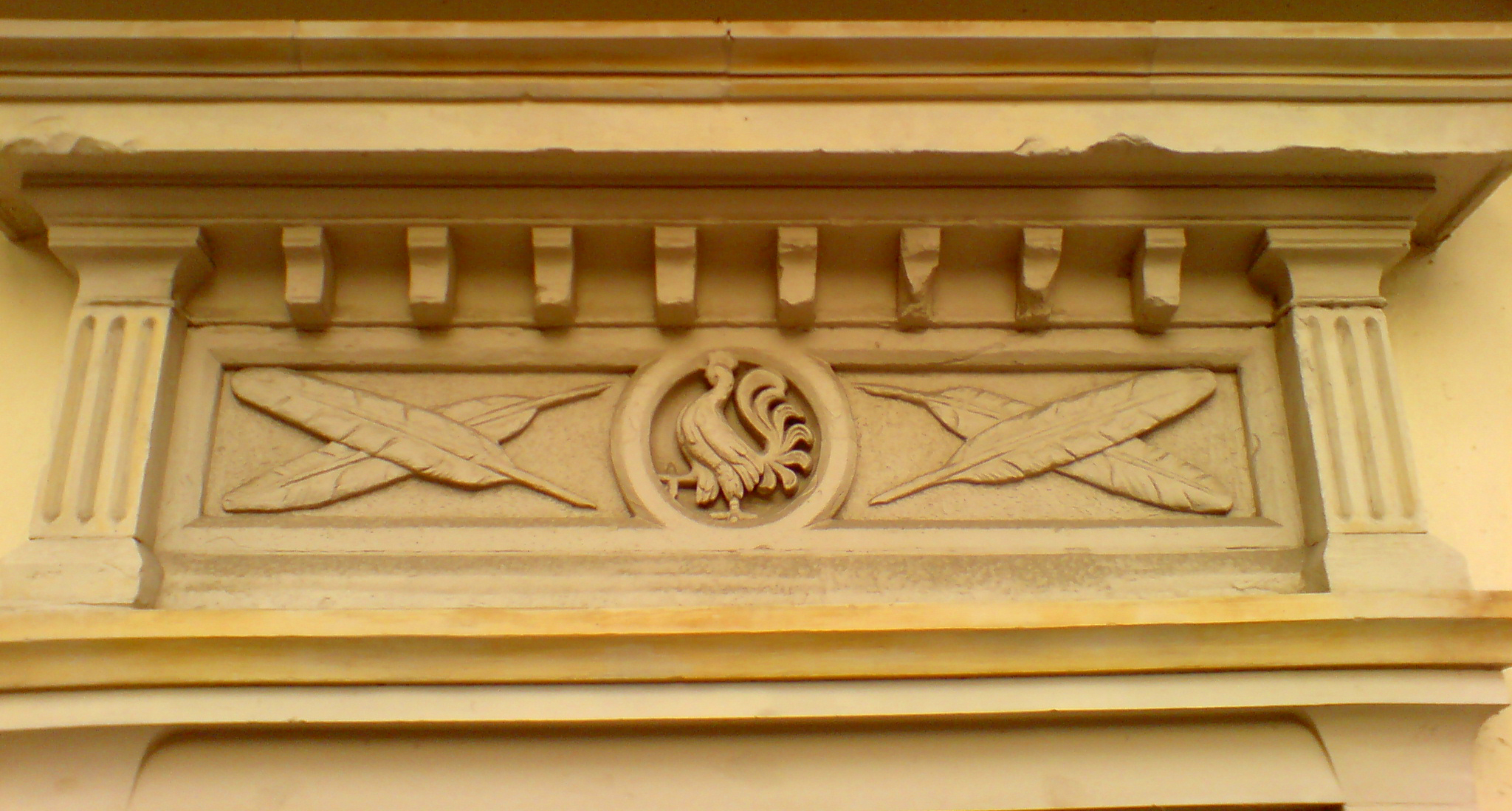
Türsims mit Hahn und Schreibfedern

Die Hahnsche Buchhandlung Verlagsgesellschaft mbH ist ein 1792 gegründeter Verlag in Hannover, der vor allem geschichtswissenschaftliche Publikationen verlegte. Der Sitz des Stammhauses befand sich bis 2013 in der hannoverschen Altstadt in der Leinstraße schräg gegenüber dem Eingang zum Leineschloss. Das Unternehmen war von 1818 bis 1873 auch Hof-Buchhandlung. 2013 zog das Unternehmen nach Peine um. Seit 2017 befindet sich der Unternehmenssitz in Isernhagen.

## Verlagsprogramm
Heute ist zwar die Buchhandlung eingestellt, der Verlag veröffentlichte jedoch nach wie vor vor allem geschichtswissenschaftliche Werke, darunter die Hannoverschen Geschichtsblätter und die Monumenta Germaniae Historica (bis Ende 2014).

## Geschichte
Am 25. September 1792 eröffnete Heinrich Wilhelm Hahn d. Ä. gemeinsam mit seinem Bruder Bernhard Dietrich Hahn unter dem Namen Gebrüder Hahn eine Sortiments- und Verlagsbuchhandlung in der Leinstraße. In den folgenden Jahren vergrößerten die Brüder das Sortiment durch umfangreiche Buchbestände aus dem 18. Jahrhundert und früher, die aus anderen Buchhandlungen übernommen wurden:
- 1803 aus der Rittscherschen Buchhandlung in Hannover;[1] im selben Jahr wurde auch Friedrich Bernhard Culemann für Hahn tätig;[6]
- 1806 aus der Trampeschen Buchhandlung in Halle,[1]
- 1810 aus der Buchhandlung Caspar Fritsch in Leipzig. In Leipzig wurde ein zusätzlicher Firmensitz eingerichtet.

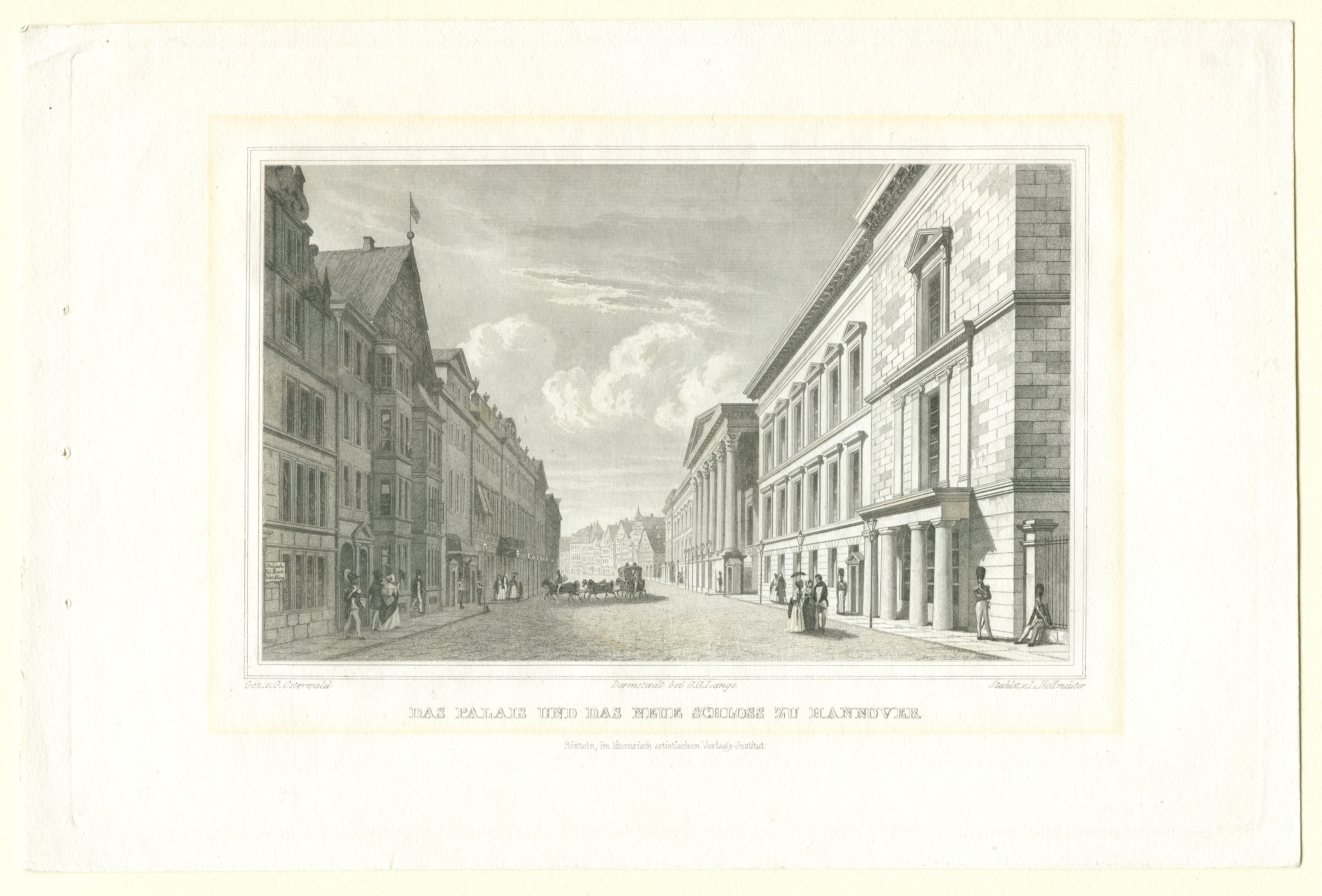
Vor 1858: Die Hof-Buchhandlung (ganz links im Bild) gegenüber dem Leineschloss, Stahlstich nach Georg Osterwald

Ab 1815 veröffentlichte die Firma die neue Luther-Bibel der Hannoverschen Bibelgesellschaft und konnte sich seit 1818 "Hof-Buchhandlung" nennen. Im selben Jahr – Bernhard Dietrich Hahn starb 1818 – trat Heinrich Wilhelm Hahn der Jüngere in die Hof-Buchhandlung ein. Er leitete ab 1831 zunächst das Stammhaus in Hannover. 1843 übernahm er von seinem jüngeren Bruder Heinrich Bernhard Hahn auch die Firma in Leipzig und leitete das gesamte Unternehmen.
Ab 1826 erlangte das Unternehmen überregionale Bedeutung durch die Herausgabe der Sammlung mittelalterlicher Quellen, der Monumenta Germaniae Historica (MGH). Diese wurde von Heinrich Friedrich Karl vom und zum Stein begründet und redaktionell geleitet von Georg Heinrich Pertz. Pertz wurde ebenfalls Redaktionsleiter für die von der Buchhandlung 1832/33 herausgegebene Hannoversche Zeitung.
Nach dem Tod von Hahn d. J. übernahmen der Schwiegersohn Carl von Thielen (* 22. November 1822 in Hannover; † 3. Januar 1905 in Rosenthal bei Peine, Rittmeister) und dessen Sohn Herbert Adolf Wilhelm von Thielen (* 10. Februar 1855) das Unternehmen. Ab 1886 lag die verlegerische Leitung beim Enkel von Hahn d. J., der diese 1911 dem neu gewonnenen Teilhaber Georg Schmidt (* 28. August 1863 in Potsdam) übertrug. Der Leipziger Firmenteil war schon zuvor 1893 an Franz Wagner verkauft worden. Anfang des 20. Jahrhunderts reduzierte man das Verlagsgeschäft.
Das hannoversche Stammhaus wurde während der Luftangriffe auf Hannover im Zweiten Weltkrieg 1943 zerstört; unter der alten Adresse Leinstraße 32 baute man nach 1945 Buchhandlung und Verlag wieder auf.
2013 vollzog die damalige Verlagsinhaberin, Elisabeth Freifrau von Schütz zu Holzhausen, den Umzug des Verlags nach Peine. Seit 2019 befindet sich der Verlag Hahnsche Buchhandlung in der Neuorientierung. Seinen Sitz hat er inzwischen in Isernhagen, und die Leitung liegt in den Händen der Geschäftsführerin Olga Kurabtseva.

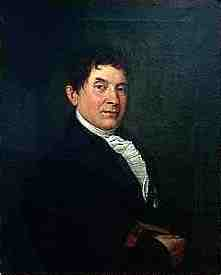
Verlagsgründer Heinrich Wilhelm Hahn d. Ä.
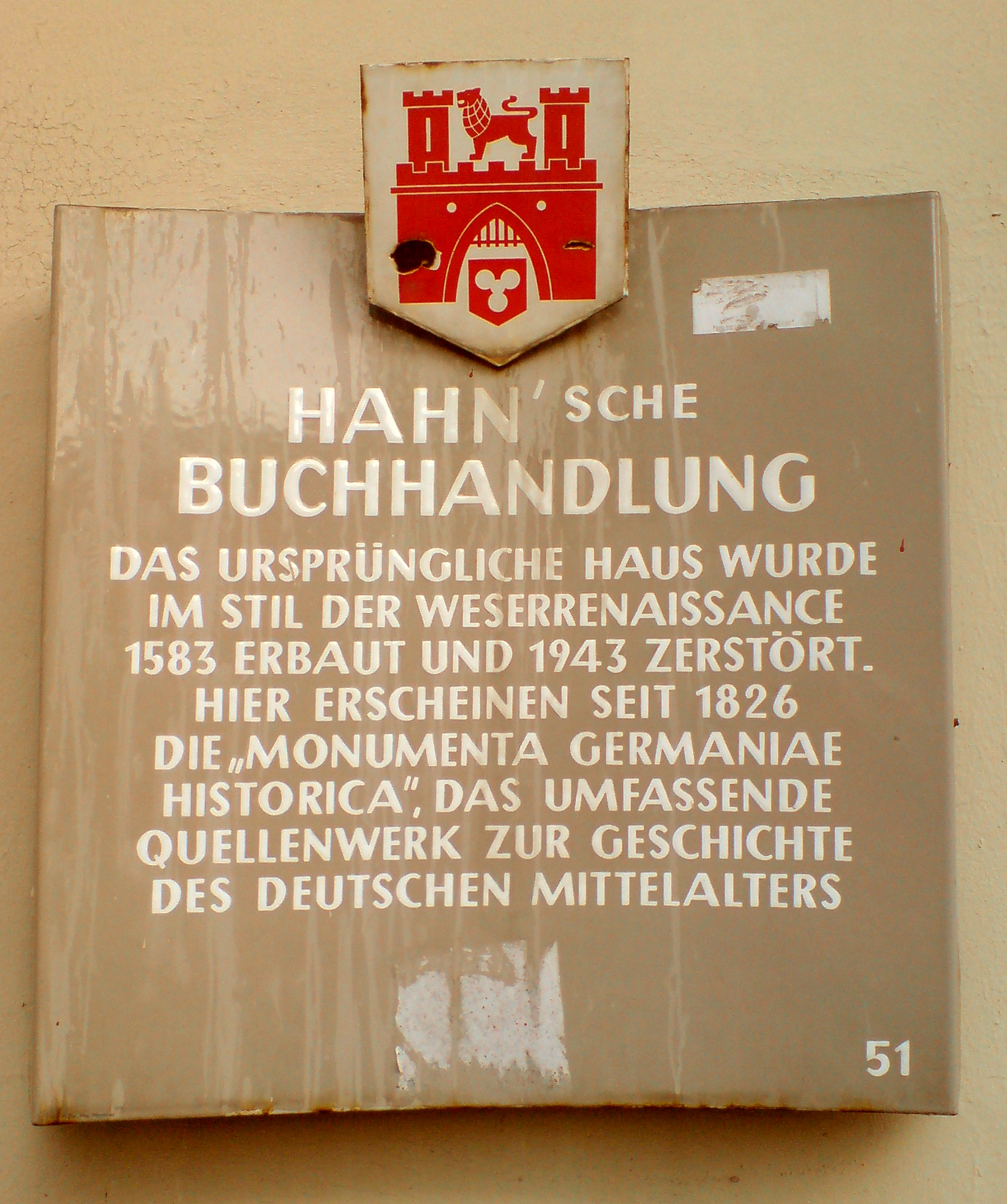
Laut der Stadttafel 51 wurde das Haus ursprünglich 1583 im Stil der Weserrenaissance erbaut
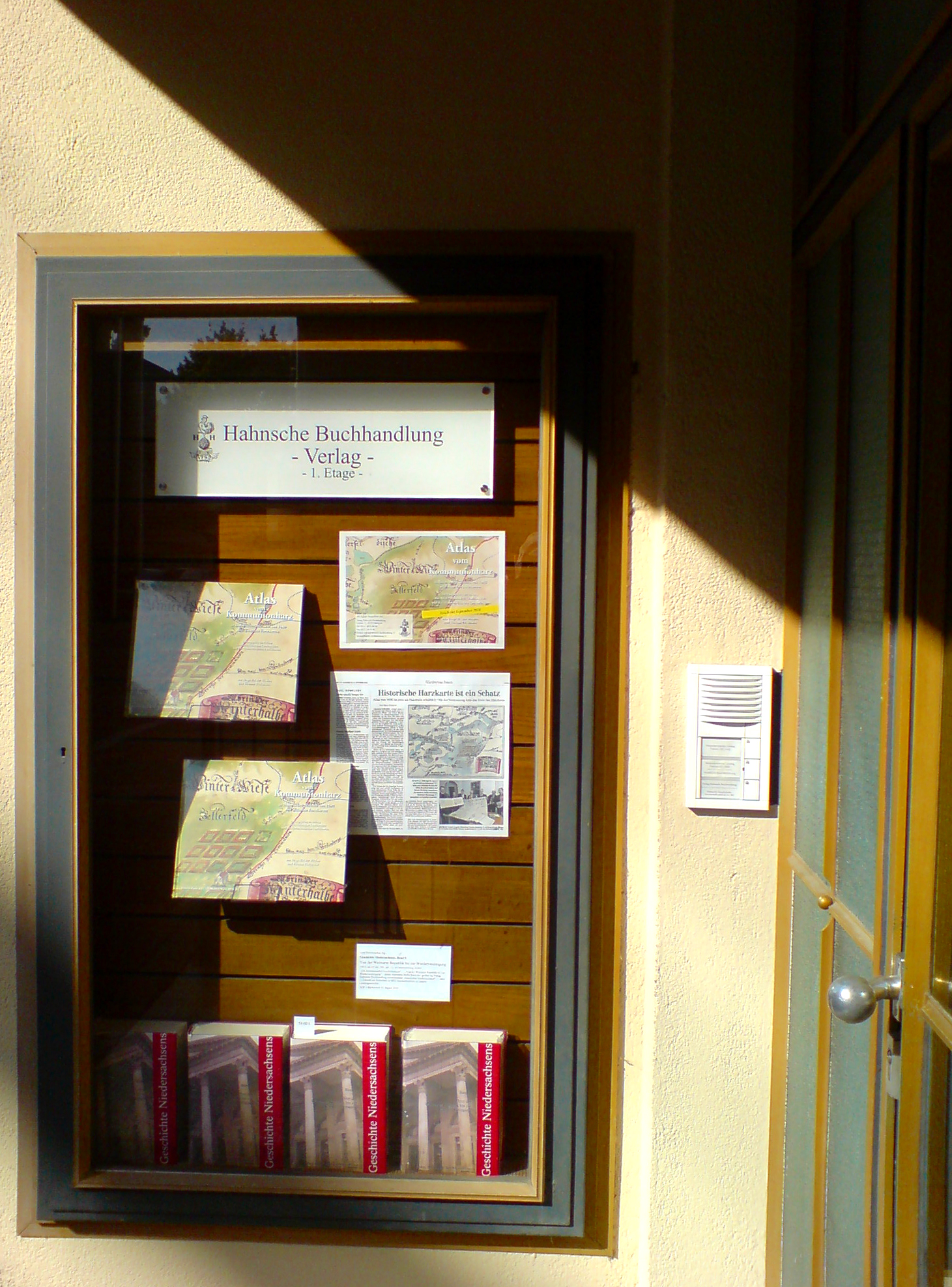
Das Verlags-Schaufenster (2010) mit Neuerscheinungen